# Bahnhof Pisa Centrale
Der Bahnhof Pisa Centrale ist der Hauptbahnhof der Stadt Pisa.
Der Bahnhof ist einer der wichtigsten Eisenbahnknotenpunkte in der Toskana: mehrere Linien von nationaler Bedeutung, nämlich die Linie Florenz–Pisa–Livorno (nach Rom), die Linie Genua–Pisa, sowie lokale Linien, nämlich die Linie Lucca–Pisa und die Linie nach Vada über Collesalvetti, laufen hier zusammen.

## Geschichte

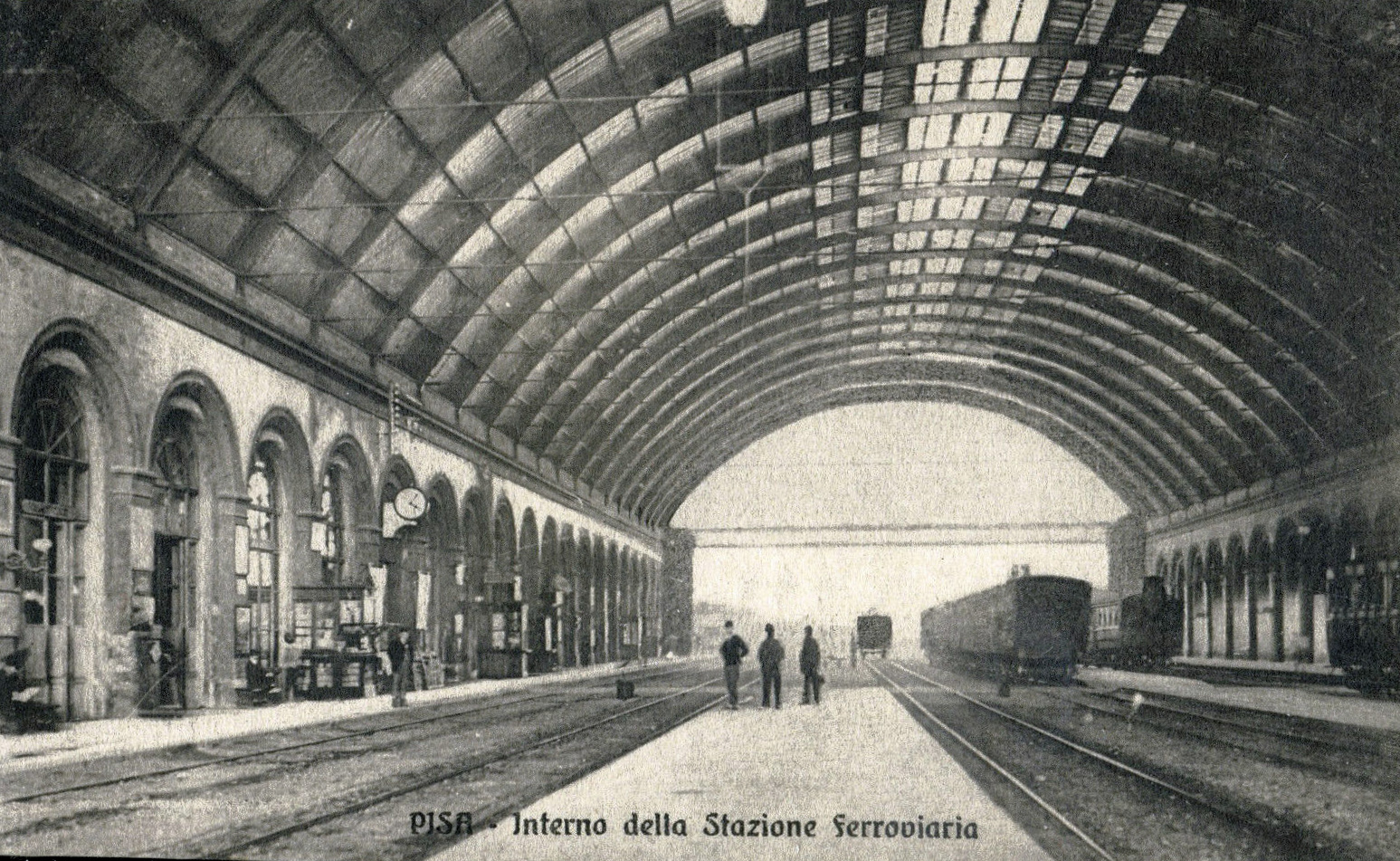
Der Bahnhof Pisa Centrale auf einer historischen Postkarte

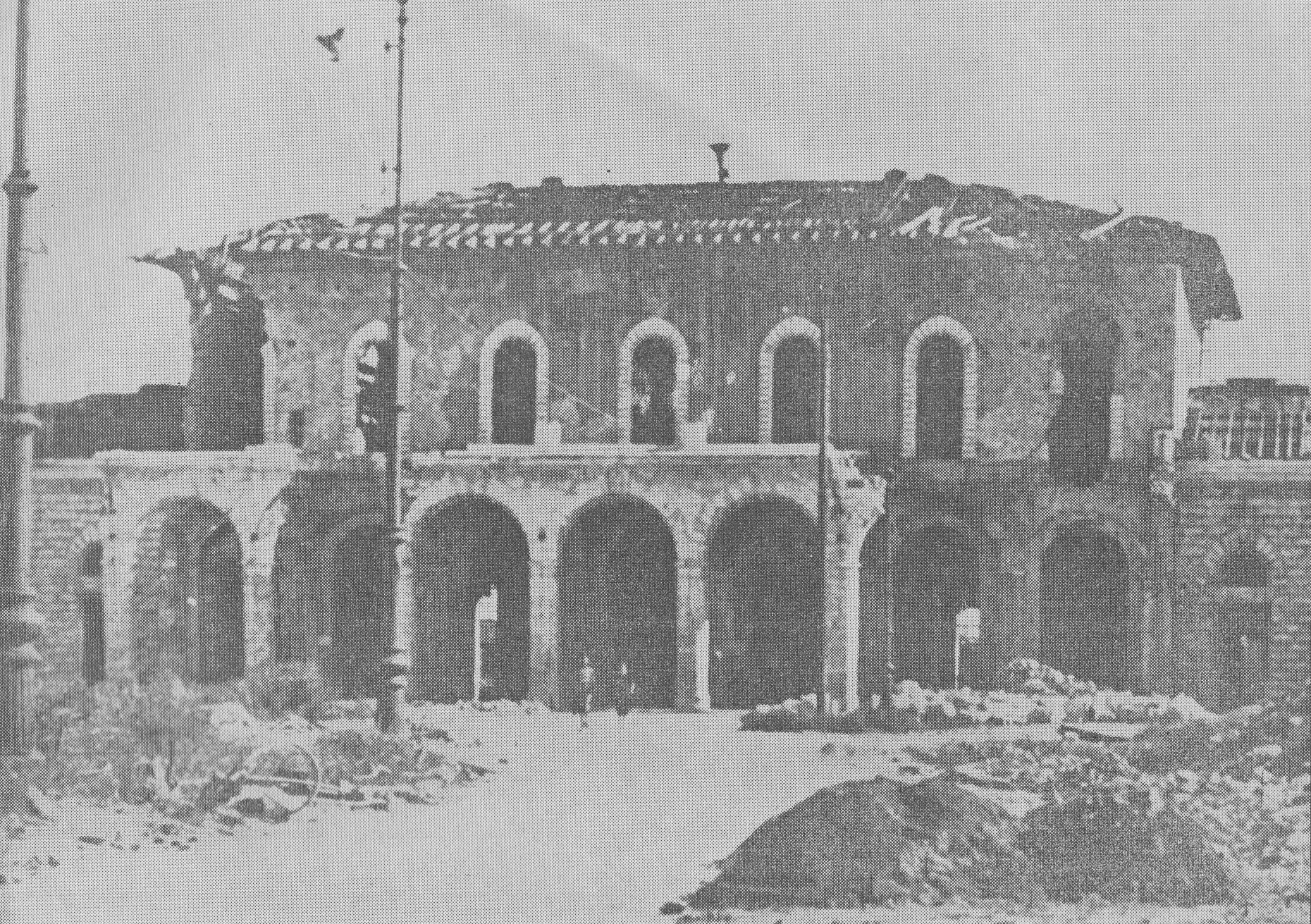
Das Passagiergebäude im Jahr 1943, das während des Zweiten Weltkriegs stark beschädigt wurde

Der Hauptbahnhof von Pisa wurde 1862 im Zuge der Umsetzung eines im Februar 1861 genehmigten städtebaulichen Plans gebaut, der die Zusammenlegung der Leopolda-Bahn und der Bahnlinie nach Lucca in einem einzigen Bahnhof vorsah. Zu diesem Zweck wurde die Via dei Cappuccini, die unmittelbar nach der Porta San Gilio beginnt, geräumt. Mit der Einweihung des Passagiergebäudes des neuen Bahnhofs wurde der alte Bahnhof Leopolda (eröffnet 1844) in einen Güterbahnhof umgewandelt, der bis 1929 in Betrieb war, als er endgültig stillgelegt wurde.
Um den Zugang zum neuen Hauptbahnhof zu erleichtern, wurden 1864 die Porta San Gilio und die umgebenden Mauern abgerissen, und auf dem frei gewordenen Platz wurden 1866 die große Piazza Vittorio Emanuele II und die Zollschranke errichtet.
Der Stadtentwicklungsplan von 1871 unter der Leitung von Vincenzo Micheli sah die elliptische Form der Piazza Vittorio Emanuele II und die Errichtung von zwei Zollpavillons in Form von Janusbögen sowie den Bau der heutigen Via Crispi anstelle des Campo del Canapaio und einer neuen Brücke über den Arno, der Ponte Solferino, als weitere Zugangsachse zum Bahnhof vor.
Ursprünglich war der Bahnhof mit einem großen Metallbogen überdacht, der die sechs Gleise überspannte. Anfang 1900 wurden einige der seitlichen Metallteile demontiert, um die Luftzirkulation im Inneren zu verbessern. Im Juni 1940 wurde das gesamte Dach vollständig abgetragen.
Der gesamte Komplex von Pisa Centrale, der im Zweiten Weltkrieg schwer beschädigt worden war, wurde mit einigen Änderungen am ursprünglichen Entwurf des Architekten Roberto Narducci wieder aufgebaut.

## Bauten und Einrichtungen
Die Anlage wird von RFI verwaltet.

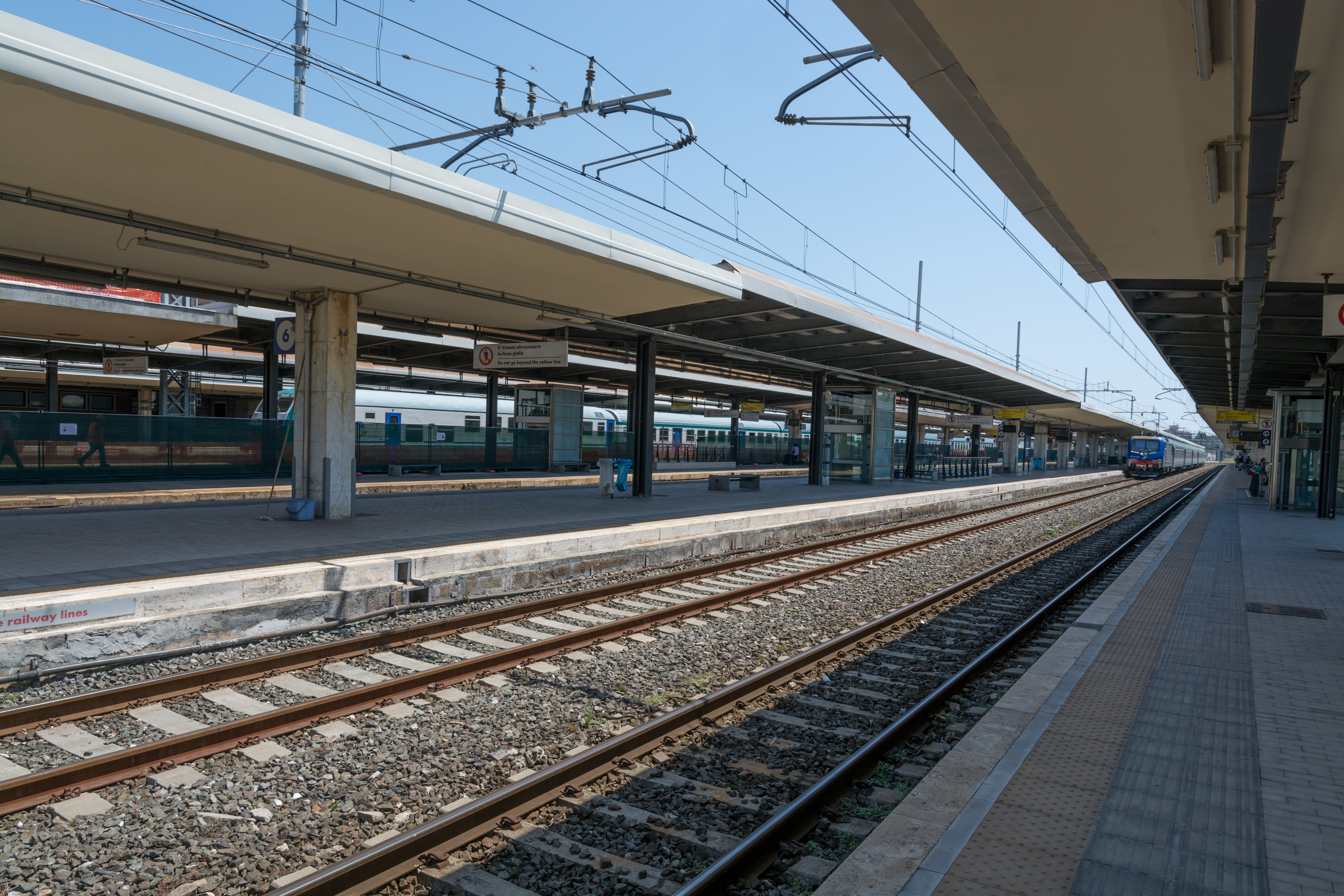
Bahnsteige

Das Passagiergebäude des Bahnhofs ist groß und bietet angesichts der Bedeutung des Bahnhofs zahlreiche Dienstleistungen wie einen nationalen und internationalen Fahrkartenschalter, einen Warteraum, eine Gepäckaufbewahrung, die Zentrale der Bahnpolizei, drei Bars, eine Pizzeria, ein Schnellrestaurant, einen Selbstbedienungsladen, drei Zeitungsläden, einen Tabakladen, eine Apotheke und andere Geschäfte.
Der Bahnhof verfügt über zwölf durchgehende Gleise und sechs kurze Rangiergleise (Gleis 1 und 2 im Westen, Gleis 1, 2 und 3 im Osten, letzteres stillgelegt, und Gleis 13) für den Personenverkehr. Gleis 1 ist für die Züge in Richtung Lucca bestimmt; die Gleise 4 und 5 sind für die Strecke Genua-Rom bestimmt; die Gleise 8 und 9 sind für die Strecke Livorno-Florenz bestimmt; die anderen Gleise dienen durchfahrenden Zügen. Alle Gleise erfügen über überdachte Bahnsteige, die mit Aufzügen und zwei Unterführungen miteinander verbunden sind.
Weitere Gleise werden als Abstellgleise für ausrangierte Waggons genutzt und enden in einem Bereich, der dem alten Bahnbetriebswerk entspricht, das in den 1930er Jahren nach Livorno verlegt wurde, aber immer noch für den Halt der in Pisa endenden Züge genutzt wird.
Am 8. Dezember 2008 wurde das System Apparato Centrale Computerizzato (ACC) in Betrieb genommen. Damit wurde Pisa Centrale aus Sicht des Eisenbahnverkehrsmanagements zu einem Gleisverbund innerhalb des Bahnhofs Pisa.

### Das Innere der großen Fahrkartenhalle
Die große Halle, in der sich die Fahrkartenschalter des Hauptbahnhofs befinden, wurde Anfang der 1990er Jahre mit Marmoroberflächen restauriert und weist an den beiden Wänden beiderseits des Eingangs zur Haupthalle zwei große Fresken im neo-futuristischen Stil des Künstlers Daniel Schinasi auf.

### Der Bahnhofsbereich von Pisa
Nach der Aktivierung des zentralen Informatiksystems ist Pisa Centrale aus der Sicht des Eisenbahnverkehrs Teil einer größeren Einheit namens Pisa. Dieser Bahnhof ist für den Verkehr der folgenden Bahnhöfe zuständig
- Pisa Aeroporto: Gleisstrang, der zum Bahnhof Pisa Aeroporto gehört und seit dem 15. Dezember 2013 nicht mehr aktiv ist.
- FM Campaldo: wo sich die von Genua kommende und die nach Lucca führende Strecke kreuzen
- Weiche Navicelli: Hier zweigen die so genannten Mezzaluna-Gleise ab. Sie verbinden die von Genua kommende Strecke mit der nach Livorno führenden Strecke und vermeiden die Kreuzung an der Abzweigung Pisa Centrale.
- Weiche Tagliaferri: hier treffen die „Mezzaluna“-Gleise auf die Strecke nach Rom und hier zweigt eine kurze Verbindung zum Gleisstrangl Pisa Aeroporto ab.[7]

## Verkehrsaufkommen
Mit rund 15 Millionen Reisenden ist der Bahnhof einer der meistfrequentierten der Region und Italiens, sowohl für Touristen als auch für Pendler.
Der Bahnhof wird von allen Fernverkehrszügen angefahren, die den Knotenpunkt passieren und hauptsächlich von Trenitalia betrieben werden, sowie von Regionalzügen, die ebenfalls von Trenitalia im Rahmen des Dienstleistungsvertrags mit der Region Toskana („Memorario“-Dienste) betrieben werden.

## Dienstleistungen
Der kommerzielle Teil des Bahnhofs, der von RFI in die Kategorie „Platin“ eingestuft wurde, verfügt über folgende Einrichtungen:
- Bar
- Fahrkartenschalter
- Fahrkartenautomat
- Wache der Polizia Ferroviaria
- Toiletten
- Restaurant
- Warteraum

## Umsteigemöglichkeiten
Vom Bahnhofsvorplatz fahren die Stadtbusse der Autolinee Toscane ab, die den Bahnhof mit Lungarni, der Piazza dei Miracoli und anderen Stadtteilen verbinden.
In der Nähe des Bahnhofs befindet sich der Busbahnhof Sesta Porta, der hauptsächlich von außerstädtischen Linien genutzt wird. Früher befand sich der Busbahnhof an der Piazza Sant'Antonio. Hier befand sich bis 1960 die Endstation der heute nicht mehr existierenden Bahnlinie Pisa–Tirrenia–Livorno und in der Vergangenheit auch die Endstation der Straßenbahnen nach Pontedera und Marina di Pisa (mit gemeinsam genutzten Anlagen).
Auf dem Platz vor dem Bahnhof befand sich zwischen 1912 und 1952 eine Endstation des Straßenbahnnetzes von Pisa.
- Bushaltestelle Autolinee Toscane
- Taxistandplatz
- Personenbeförderung Pisa Mover (Bahnhof–Flughafen Pisa)